# Heinrich Sondermann

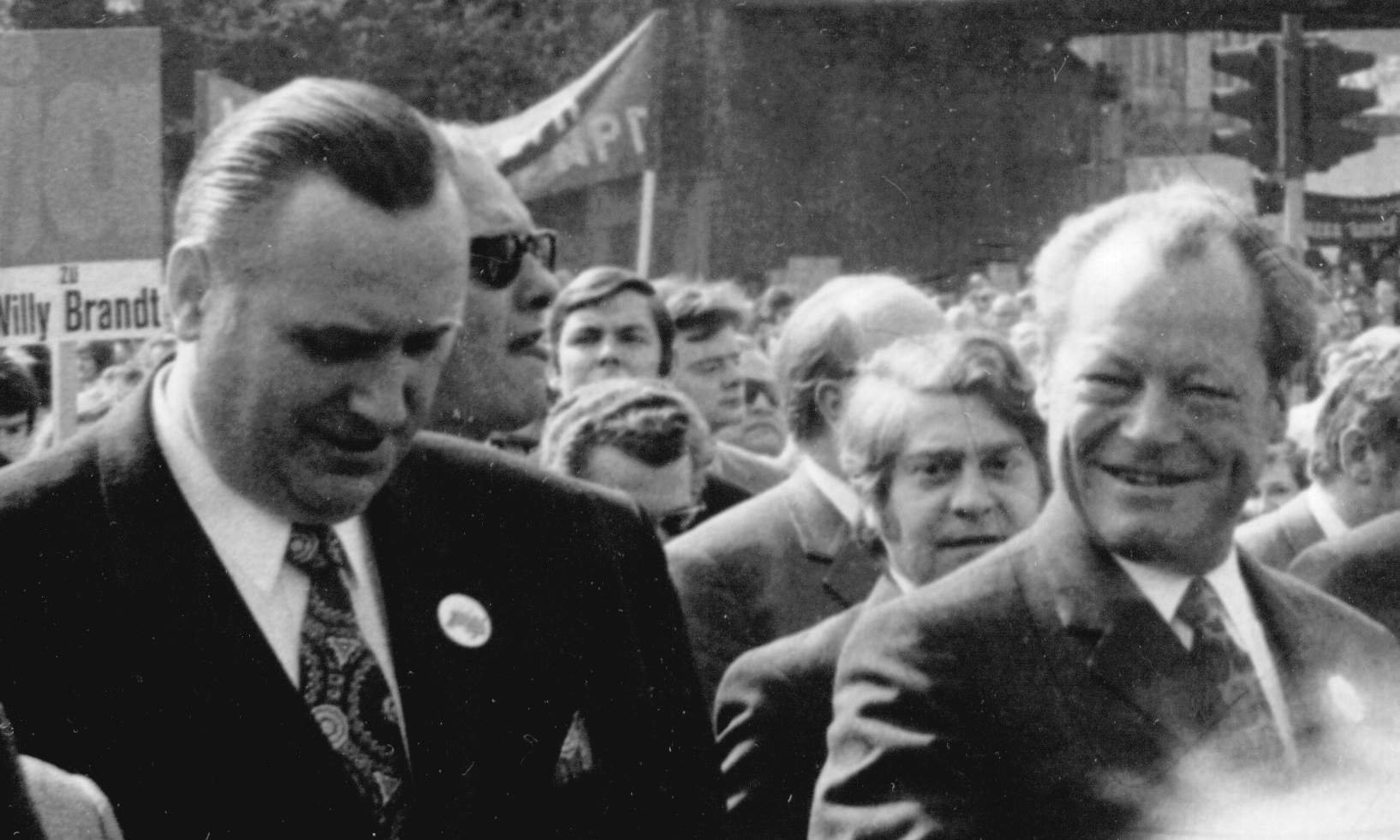
Heinrich Sondermann und Willy Brandt in Hörde 1972

Heinrich Sondermann (* 5. Januar 1928 in Langendreer; † Herbst 1986) war ein deutscher Politiker (SPD) und von 1969 bis 1973 Oberbürgermeister der Stadt Dortmund.

## Leben
Heinrich Sondermann wurde als Sohn eines Bergmanns geboren. Nach dem Abitur im Jahr 1946 studierte er an der Pädagogischen Akademie Dortmund und wurde Volksschullehrer, später Rektor, dann Schulrat in Wanne-Eickel. Sondermann war seit 1958 Mitglied der SPD, seit 1967 Mitglied des Rates der Stadt Dortmund und von 1969 bis 1973 Oberbürgermeister. Gleichzeitig war er Mitglied des Hauptausschusses des Deutschen Städtetages. Nach seiner Amtszeit als Oberbürgermeister war er Dortmunder Beigeordneter und übernahm die Leitung des Schul- und Kulturdezernates der Stadt. Beim Städtetag fungierte er als Vorsitzender des Schulausschusses.
Heinrich Sondermann war seit 1954 mit Elli Feierabend (1925–2008) verheiratet und hatte zwei Söhne.

## Wirken als Oberbürgermeister
In Sondermanns Zeit als Dortmunder Oberbürgermeister fällt der Abschluss der Städtepartnerschaft mit Leeds im Jahr 1970. Die größte Herausforderung seiner Amtszeit waren die Dortmunder Straßenbahnunruhen, die Aktion „Roter Punkt“, im März/April 1971, bei der wochenlang die Straßenbahnen blockiert und eine Rücknahme der Fahrpreiserhöhungen vom Betreiber, dem städtischen Eigenbetrieb Stadtwerke Dortmund, verlangt wurde.

## Ehrungen
Heinrich Sondermann wurde 1970 Ehrenkommandeur des Order of the British Empire und 1973 Kommandeur des Dannebrogordens.

## Würdigungen
In seinem Wohnort Lütgendortmund ist ein zentraler Platz nach ihm benannt.